# Campeonato Paulista de Futebol de 1944
O Campeonato Paulista de Futebol de 1944 foi a 4.ª edição do campeonato organizado pela FPF. Teve como campeã a equipe do Palmeiras e o São Paulo como vice.
O artilheiro do campeonato foi o atacante Luizinho, do São Paulo, com 22 gols.

## Disputa do título
O Campeonato Paulista de 1944 foi marcado por grande disputa entre Palmeiras e São Paulo e traz histórias que marcaram não apenas o clássico entre os dois times, mas também o futebol paulista. Naquele ano, as duas equipes chegaram outra vez, cabeça a cabeça, na reta final da competição. 
O Palmeiras chegava para o clássico que poderia decidir os rumos do campeonato contra a equipe tricolor com um considerável desfalque. O argentino Dacunto, centro-médio que formava uma afinada linha com Og Moreira e Gengo, não poderia entrar em campo, conforme decisão do Tribunal de Penas Desportivas. 
A determinação, no entanto, não fez diferença, já que o Palmeiras venceu o rival por 3 a 1. A torcida, de alma lavada, organizou um desfile pelas ruas da cidade, carregando um caixão tricolor e cantando em coro: "Com Dacunto, ou sem Dacunto/ ê,ê,ê eu ganho/ Com Dacunto, ou sem Dacunto/ ê,ê,ê eu ganho/Com Dacunto ou sem Dacunto, o São Paulo é defunto".
No jogo seguinte, contra o Santos, na Vila Belmiro, o Palmeiras venceu por 1 a 0 e garantiu o título de 1944.

## Jogo do título
- Jogo: Santos 0 x 1 Palmeiras
- Dia: 8 de outubro de 1944
- Horário:
- Local: Estádio da Vila Belmiro
- Público:
- Renda:
- Árbrito: João Etzel
- Gol: Gonzalez (Palmeiras) aos 12'
- Santos: Joel; Jaú e Gradin; Nenê, Albertinho e Antero; Claudio, Antoninho, Otacilio, Eunapio e Motinha. Técnico: Jorge de Lima.
- Palmeiras: Oberdan; Caieira e Osvaldo; Og Moreira, Dacunto e Gengo; Gonzalez, Villadoniga, Caxambu, Lima e Jorginho. Técnico: Bianco e Ventura Cambon

| Campeão Paulista de 1944 |
| ------------------------ |
| Palmeiras (10º título)   |